# Ceratocapsus incisus
Ceratocapsus incisus är en insektsart som beskrevs av Knight 1923. Ceratocapsus incisus ingår i släktet Ceratocapsus och familjen ängsskinnbaggar. Inga underarter finns listade i Catalogue of Life.